# Párnica
Párnica es un municipio del distrito de Dolný Kubín en la región de Žilina, Eslovaquia, con una población estimada a final del año 2024 de 988 habitantes.
Se encuentra ubicado en el centro de la región, cerca del curso alto del río Váh (cuenca hidrográfica del Danubio) y de la frontera con la República Checa y Polonia.

## Demografía
| Año        | 1994 | 2004    | 2014     | 2024     |
| ---------- | ---- | ------- | -------- | -------- |
| Población  | 757  | 737     | 867      | 988      |
| Diferencia |      | −2,64 % | +17,63 % | +13,95 % |

| Año        | 2023 | 2024    |
| ---------- | ---- | ------- |
| Población  | 980  | 988     |
| Diferencia |      | +0,81 % |